# 金正官
金 正官（金 正寛、キム・ジョングァン、朝鮮語: 김정관）は、朝鮮民主主義人民共和国の軍人、政治家。副首相。朝鮮人民軍における軍事称号（階級）は大将。
人民武力省次官、人民武力相、国防相、朝鮮労働党中央委員会政治局員、朝鮮民主主義人民共和国国務委員会委員、国防省第1副相を歴任した。

## 経歴
生年月日や出生地など詳しいことはわかっていない。
2018年5月26日に元山葛麻海岸観光地区を現地指導した金正恩党委員長（国務委員長）に同行している。この時は人民武力省次官で階級は中将だったとされ、軍の建設部門を統括した。
2019年12月に開催された朝鮮労働党中央委員会第7期第5回総会で党中央委員会政治局員候補に補選された。
2020年1月には努光鉄の後任として人民武力相に就任し、大将に昇進したことがわかった。この人事は、金正恩が推進した元山葛麻海岸観光地区などの建設事業を実行したことに満足したためとされる。
2020年4月12日の最高人民会議第14期第3回会議で国務委員会委員に選出された。同年11月に人民武力省が国防省に改名すると、そのまま国防相に転じた。
2021年1月5日から開催された朝鮮労働党第8次大会で中央委員会委員に再選され、1月10日に開催された党中央委員会第8期第1回総会で党中央委員会政治局員、党中央軍事委員会委員に選出された。
同年2月24日に開かれた党中央軍事委員会第8期第1回拡大会議で朝鮮人民軍次帥称号の授与が決定された。
しかし、2021年6月29日の第8期第2回党政治局拡大会議で党政治局常務委員・元帥の李炳哲と軍総参謀長・元帥の朴正天が批判された事件に連座していたことで国防相を解任（後任の国防相には社会安全相の李永吉が就任）され、政治局員から政治局員候補に降格された。また、同年9月29日に開催された最高人民会議第14期第5回会議で国務委員会委員から召還（解任）された。
2022年2月12日に行われた平壌市和盛地区1万世帯住宅建設の着工式の報道にて、国防省第1副相への就任が確認された。
同年4月14日、金正恩党中央軍事委員長の命令により、大将に昇格した。
北朝鮮は2022年12月23日～12月27日に開いた朝鮮労働党中央委員会総会で副首相に金正官をあてる人事を発表した。